# Avi'ad Jafe
Avi'ad Jafe (hebrejsky: אביעד יפה, žil 12. září 1923 – 19. května 1977) byl izraelský politik a poslanec Knesetu za stranu Ma'arach.

## Biografie
Narodil se v Rechovotu. Od roku 1936 byl členem židovských jednotek Hagana. Absolvoval humanitní studia na Hebrejské univerzitě a diplomatickou školu. V letech 1942–1945 učil na střední škole a v učitelském semináři. Během války za nezávislost v roce 1948 bojoval v izraelské armádě při obraně Jeruzaléma.

## Politická dráha
Zapojil se do sionistického mládežnického hnutí Makabi, v němž byl jedním z jeho předáků. Po vzniku státu Izrael pracoval v tajné službě v arabském oddělení, roku 1949 se zapojil do diplomatických služeb. V letech 1953–1956 byl prvním tajemníkem na velvyslanectví v Kanadě. V letech 1957–1962 pak pracoval na postu konzula v New Yorku se zodpovědností za Izraelské informační centrum v USA. V období let 1962–1965 potom byl ředitelem informačního oddělení na ministerstvu zahraničních věcí. V letech 1965–1972 působil coby politický tajemník v úřadu předsedy vlády (za Leviho Eškola a Goldy Meirové). V roce 1977 byl generálním ředitelem Židovské agentury a Světové sionistické organizace.
V izraelském parlamentu zasedl poprvé po volbách v roce 1969, do nichž šel za Ma'arach. Byl členem parlamentního výboru pro ekonomické záležitosti a výboru House Committee. Mandátu se vzdal během funkčního období v lednu 1974. Opětovně byl za Ma'arach zvolen ve volbách v roce 1973. Nastoupil do výboru státní kontroly, výboru House Committee, výboru pro ekonomické záležitosti a výboru pro vzdělávání a kulturu. Ve volbách v roce 1977 mandát neobhájil.